# Lakisamni
Lakisamni, pleme i selo američkih Indijanaca koji su prema Swantonu pripadali u Northern Valley Yokutse, sjevernom ogranku Chauchila, a locira ih moguće u području rijeke Stanislaus u blizini Dentsovog natkrivenog mosta Knights Ferry. Hodge njihovo selo naziva Lakisumne, navodeći da Pinart ukazuje na to da se stanovnici ovog sela po jeziku razlikuju od (Cholovone) Chauchila Indijanaca, i zaključuje da bi mogl pripadati porodici Moquelumnan.
Poznati poglavica bio im je Estanislao, rođšen kao Cucunuchi  (c. 1798. – 1838.), koji je u kasnim 1820-ima vodio je jedan od najvećih domorodačkih otpora kolonijalnoj vladavini u povijesti Kalifornije.

## Vanjske poveznice
- C- California Indian Villages, Towns and Settlements